# جوانا بيج
جوانا بيج (بالإنجليزية: Joanna Page)‏ (و. 1978  م) هي ممثلة مسرحية، وممثلة أفلام، ومغنية بريطانية، بدأت مشوارها المهني سنة 1999.

## التعليم
تعلمت في الأكاديمية الملكية للفنون المسرحية، في تخصص تمثيل (حتى 1998).

## وصلات خارجية
- جوانا بيج على موقع IMDb (الإنجليزية)
- جوانا بيج على موقع ألو سيني (الفرنسية)
- جوانا بيج على موقع ميوزك برينز (الإنجليزية)
- جوانا بيج على موقع أول موفي (الإنجليزية)
- جوانا بيج على موقع قاعدة بيانات الأفلام السويدية (السويدية)
- جوانا بيج على موقع إن إن دي بي (الإنجليزية)
- جوانا بيج على موقع قاعدة بيانات الفيلم (الإنجليزية)
- جوانا بيج على موقع كينوبويسك (الروسية)